# Fallhaus (Ansbach)
Fallhaus ist eine Wüstung auf dem Gemeindegebiet der kreisfreien Stadt Ansbach (Mittelfranken, Bayern).

## Geografie
Die Einöde war unmittelbar von Acker- und Grünland umgeben auf einer Höhe von 440 m ü. NHN. Sie lag ungefähr einen Kilometer südwestlich von Ansbach. Heute erinnert die Ansbacher Gemeindestraße Am Wasen an den Ort.

## Geschichte
Der Ort lag im Fraischbezirk des brandenburg-ansbachischen Hofkastenamtes Ansbach und war die Abdeckerei der Stadt Ansbach.
Von 1797 bis 1808 unterstand der Ort dem Justiz- und Kammeramt Ansbach. Im Rahmen des Gemeindeedikts wurde Fallhaus dem 1808 gebildeten Steuerdistrikt Ansbach und der 1811 gegründeten Munizipalgemeinde Ansbach zugeordnet. In den amtlichen Verzeichnissen nach 1902 wurde Fallhaus nicht mehr aufgelistet. Der Ort bildete schon zu dieser Zeit mit Ansbach eine geschlossene Siedlung. In den 1950er Jahren existierte noch das ursprüngliche Gebäude. Heute gibt es von dem ursprünglichen Fallhaus keine Überreste mehr.

## Einwohnerentwicklung
| Jahr      | 001818 | 001836 | 001840 | 001871 | 001885 | 001900 |
| Einwohner | 6      | 9      | 9      | 4      | 5      | 8      |
| Häuser    | 1      | 1      | 1      |        | 1      | 1      |
| Quelle    | [ 6 ]  | [ 7 ]  | [ 8 ]  | [ 9 ]  | [ 10 ] | [ 11 ] |

## Religion
Die Einwohner evangelisch-lutherischer Konfession waren nach St. Johannis (Ansbach) gepfarrt, die Einwohner römisch-katholischer Konfession nach St. Ludwig (Ansbach).

## Weblink
- Fallhaus in der Ortsdatenbank des bavarikon, abgerufen am 19. August 2021.